# Prosto z ekranu
Prosto z ekranu – seria komiksowa The Walt Disney Company wydana przez Egmont Polska jako pojedyncze wydania w 2012 i 2016 roku. 

## Tomy
| Numer      | Tytuł                 | Data wydania     | Tematyka |
| ---------- | --------------------- | ---------------- | --- |
| 1 (1/2012) | Karnyyy!              | 30 maja 2012     | Wydanie zawierające 4-częściowy komiks Tajemnica Euro (kod inducks: XPW GOL 2012-1), opowiadający o przygodach Hyzia, Dyzia i Zyzia i ich drużyny futbolowej. Komiks wydany z okazji EURO 2012. |
| 2 (1/2016) | Kaczor Donald-EKSTRA! | 20 kwietnia 2016 | Wydanie zawierające przedruk jednostronicowych komiksów z Kaczora Donalda. |